# Sông Wieprz
Sông Wieprz (tiếng Ba Lan: [ˈvjɛpʂ] ⓘ liên_kết=| Về âm thanh này n.đ. '"Boar"' "Lợn"; tiếng Ukraina: Вепр, đã Latinh hoá: Vepr tiếng Ukraina: Вепр, đã Latinh hoá: Vepr) là một con sông ở miền trung đông Ba Lan, một nhánh của sông Vistula. Đây là con sông dài thứ chín của đất nước, với tổng chiều dài 349   km và diện tích lưu vực là 10,497   km², toàn bộ dòng sông nằm trong lãnh thổ Ba Lan. Dòng chảy của nó gần thị trấn Łęczna bao gồm khu vực được bảo vệ được gọi là Công viên Cảnh quan Wieprz.
Con sông này có đầu nguồn ở hồ Wieprz, gần Tomaszow Lubelski và chảy vào sông Vistula gần Deblin. Wieprz được kết nối với một con sông khác, Krzna, qua Kênh Wieprz-Krzna dài 140 km, được xây dựng vào năm 1954 - 1961. Bởi vì Wieprz với thung lũng rộng của nó chưa được điều hòa, nên bản chất của nó rất đa dạng. Con sông uốn khúc với những hồ oxbow của nó là nơi sinh sống của nhiều loài chim, rái cá châu Âu và hải ly Á-Âu.
Trong Chiến tranh Ba Lan-Liên Xô, các đơn vị của Quân đoàn 4 Ba Lan tập trung dọc theo sông Wieprz, sẵn sàng cho Trận chiến Warsaw. Vào tháng 9 năm 1939, trong cuộc xâm lược Ba Lan, Trận chiến Tomaszow Lubelski đã diễn ra tại Wieprz.

## Thị trấn trên Wieprz
- Krasnobród
- Zwierzyniec
- Szczebrzeszyn
- Krasnystaw
- Łęczna
- Lubartów
- Dblin